# Tri Mumpuni
Tri Mumpuni est une entrepreneuse sociale et philanthrope indonésienne. Elle est récipiendaire du prix Ramon-Magsaysay en 2011,,,.

## Biographie
Mumpuni a participé au développement de l'énergie hydroélectrique pour couvrir les besoins de plus d'un demi-million d'indonésiens.